# Gelida
Gelida és un municipi de la comarca de l'Alt Penedès.

## Geografia
El terme municipal ocupa principalment una àrea muntanyenca situada a l'extrem nord del massís de l'Ordal, que descendeix cap al nord per formar la vall inferior del riu Anoia abans de desembocar en el riu Llobregat.
La seva ubicació en un vessant és la causa de la seva gran variació en altura sobre el nivell del mar: el punt més baix habitat del municipi es troba a 86 metres, on hi ha l'estació del ferrocarril. El punt mitjà del nucli principal (Gelida) se situa als 199 metres de la plaça de l'Església, i els punts més alts es troben al castell (290 msnm) i a la urbanització de Martivell (275 msnm). El cim més alt és el Puig de les Agulles, de 652 metres. El territori no urbanitzat és cobert per boscos de pins i matollar.
El principal conreu és el de la vinya tot i que ha tingut un retrocés a causa de la construcció de noves residències.

## Toponímia
El nom de Gelida ve donat perquè s'hi va establir abans del segle x la tribu amazic dels Gelida o, segons altres fonts, Banu Gellidassen. Aquesta tribu provenia de la plana de Xelif, a la Cabília (actual Algèria).
Per altres topònims vegeu la llista de topònims de Gelida (muntanyes, serres, collades, indrets, rius, fonts cases, masies, esglésies, etc).

## Demografia
| Entitat de població         | Habitants (2024) |
| Gelida                      | 6.538            |
| Martivell                   | 742              |
| Sant Salvador de la Calçada | 358              |
| Safari                      | 232              |
| el Puig                     | 73               |
| la Valenciana               | 58               |
| les Cases Noves             | 48               |
| el Maset                    | 29               |
| Font: Idescat               |                  |

| 1497 f | 1515 f | 1553 f | 1717 | 1787 | 1857  | 1877  | 1887  | 1900  | 1910  |
| ------ | ------ | ------ | ---- | ---- | ----- | ----- | ----- | ----- | ----- |
| -      | 39     | 44     | 360  | 306  | 1.740 | 1.887 | 2.156 | 1.733 | 1.853 |

| 1920  | 1930  | 1940  | 1950  | 1960  | 1970  | 1981  | 1990  | 1992  | 1994  |
| ----- | ----- | ----- | ----- | ----- | ----- | ----- | ----- | ----- | ----- |
| 1.980 | 2.283 | 2.242 | 2.429 | 2.689 | 3.468 | 3.650 | 3.899 | 3.965 | 3.965 |

| 1996  | 1998  | 2000  | 2002  | 2004  | 2006  | 2008  | 2010  | 2012  | 2014  |
| ----- | ----- | ----- | ----- | ----- | ----- | ----- | ----- | ----- | ----- |
| 3.903 | 4.220 | 4.354 | 4.682 | 5.358 | 5.976 | 6.601 | 6.945 | 7.102 | 7.194 |

| 2016  | 2018  | 2020  | 2022  | 2024  | 2026 | 2028 | 2030 | 2032 | 2034 |
| ----- | ----- | ----- | ----- | ----- | ---- | ---- | ---- | ---- | ---- |
| 7.238 | 7.371 | 7.670 | 7.814 | 8.098 | -    | -    | -    | -    | -    |

## Història
Els primers testimonis humans daten de l'època megalítica i ibèrica. També s'han descobert restes d'hàbitat pertanyents a l'època romana.
A partir del segle x es comencen a trobar notícies escrites sobre Gelida. Els nuclis urbans més antics són a l'entorn del Castell i de la capella romànica de Sant Miquel, al mateix lloc on s'aixeca l'actual parròquia. Al segle xiii, les parròquies de Gelida, Sant Llorenç d'Hortons i Sant Joan Samora formaven un únic municipi, i així es mantindrien fins entrat el segle xix.
A l'entrar el segle xviii l'economia gelidenca es basava en l'agricultura, l'explotació del bosc, el cànem, alguna fàbrica d'aiguardent i pous de glaç. Més tard s'hi afegí la fabricació de paper a la riba de l'Anoia. El 1783 fou construït el Molí Vell, seu des del 1825 de l'acreditada marca Guarro. Posteriorment es bastí el Molí Nou, que amb el temps seria seu de la paperera La Gelidense. Ambdós van donar feina a molta gent i durant tota una època van ser el pilar econòmic més important.
La industrialització i l'arribada del tren (1865) van obrig nous camins i van ser la causa del notable creixement de la vila especialment durant la segona meitat del segle xix. A la darreria d'aquest segle es construeixen els edificis més emblemàtics que donen caràcter a la vila: església, Centre Recreatiu i Cultural, ajuntament, Les Monges, Can Valls i d'altres.
El 1909 ja es podia circular per la carretera Martorell-Vilafranca. L'interès per l'estiueig dona embranzida a una arquitectura específica que arribarà als nostres dies recollint una àmplia diversitat d'estils. També són temps d'una intensa activitat associativa i cultural que es manifesta en edificis com els Lluïsos, El Cafè, el Saló d'espectacles i el Casal Gelidenc.
Després del trasbals de la guerra civil (1936-1939) lentament es redreça l'economia, s'hi instal·len algunes petites indústries, es revifa l'ambient cultural i es construeixen noves cases i torres.
A la primeria del segle xxi la població s'ha dotat de diversos polígons industrials, que juntament amb la producció paperera, alguns petits tallers, el comerç, els serveis i la construcció, conformen l'activitat econòmica gelidenca. La vinya dins la Denominació d'Origen Penedès ocupa una gran part de les terres de conreu.

## Llocs d'interès
- El castell de Gelida:

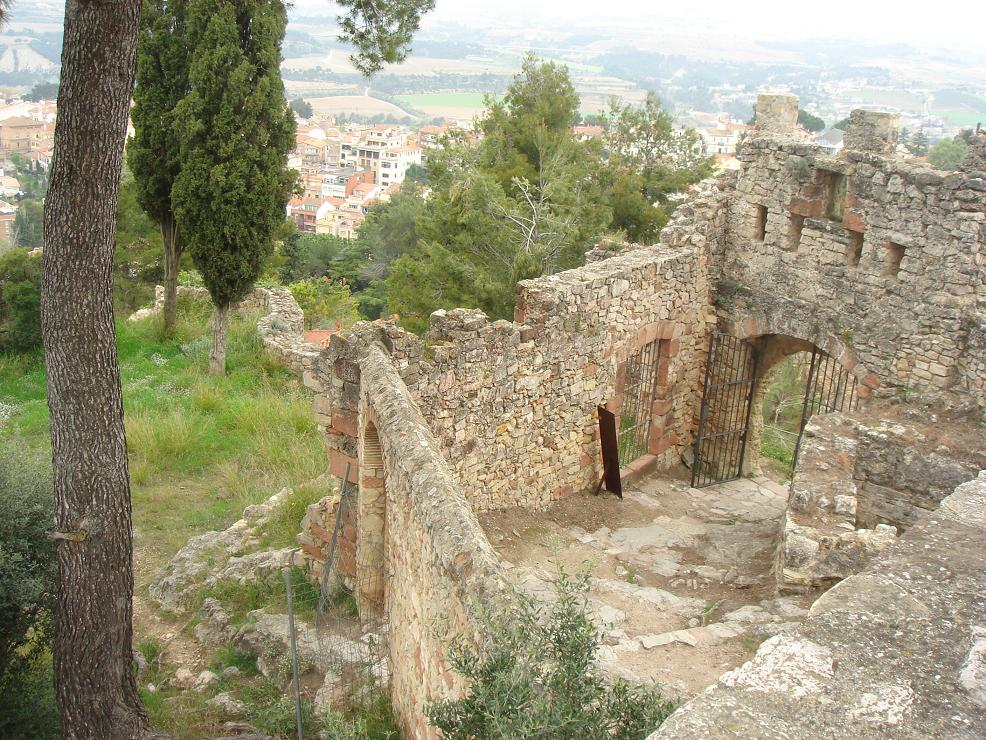
Entrada principal del recinte del Castell.

Documentat des de l'any 945, forma part de la línia de fortificació que controlava el Penedès. El castell s'estén sobre un esperó rocós delimitat pels torrents de Cantillepa i Sant Miquel.
El castell inicià una de les èpoques més pròsperes sota la propietat de banquer barceloní Berenguer Bertran, que el va adquirir el 1367 i el va transformar en un palau residencial d'estil gòtic. Fou enterrat en un bell sarcòfag gòtic que encara es conserva a l'església. El 1465 hi feu estada durant tres setmanes el rei Pere IV, Conestable de Portugal. Al llarg del segle xvi el castell perdrà progressivament la funció militar i administrativa, que es desplaçarà cap a l'edifici conegut com la Casa del Senyor, situada al poble de Gelida.
El castell, que es va abandonar definitivament el segle xviii, és de propietat municipal des de l'any 1968 i l'Associació d'Amics del Castell vetlla per la seva protecció.
- El funicular:

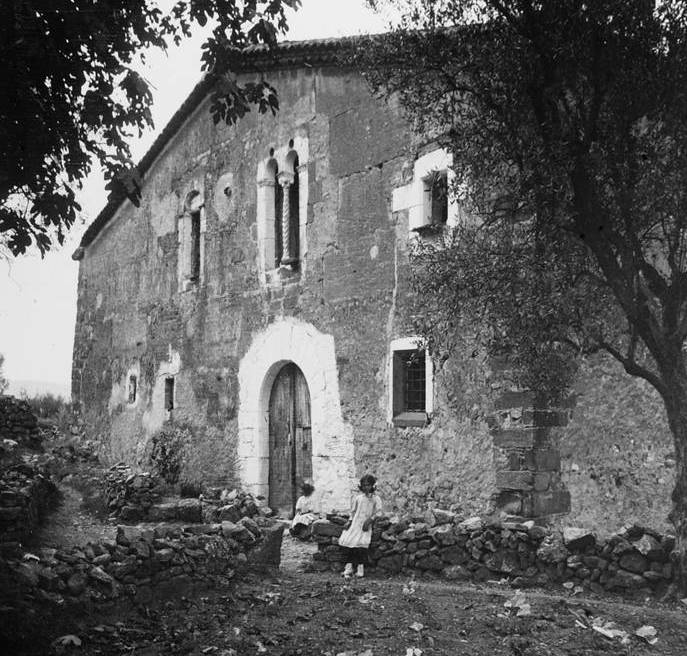
Can Terme de la Parra, masia del desapareguda als anys 1940. Fotografia de 1914.

Va ser inaugurat l'any 1924, obra de Santiago Rubió i Tudurí. Amb un pendent màxim del 22%, cobreix un trajecte de 806 metres, que es realitza en 8 minuts.

## Política

### Alcaldes del municipi des de 1979
| Nom i Cognoms               | Període           | Partit Polític   |
| --------------------------- | ----------------- | ---------------- |
| Rafel Ribé i Coma           | 1979 - 1979       | Entesa de Gelida |
| Martí Coma i Rovira         | 1979 - 1983       | Entesa de Gelida |
| Pere Parera i Cartró        | 1983 - 1983       | CiU              |
| Ramon Ferrando i Cid        | 1984 - 1991       | CiU              |
| Joan Rosselló i Raventós    | 1991 - 1994       | PSC              |
| Pere Parera i Cartró        | 1994 - 1995       | CiU              |
| Joan Rosselló i Raventós    | 1995 - 1999       | PSC              |
| Lluís Valls i Comas         | 1999 - 2003       | PSC              |
| Miquel Carrillo i Giralt    | 2003 - 2005       | ERC              |
| Francesc Rosell i Bascompte | 2005 - 2006       | CiU              |
| Miquel Carrillo i Giralt    | 2006 - 2007       | ERC              |
| Lluís Valls i Comas         | 2007 - 2019       | PSC              |
| Lluïsa Llop i Fernàndez     | 2019 - 2023       | ERC              |
| Lluís Valls i Comas         | 2023 - actualitat | PSC              |

## Transport

### Transport públic

#### Tren
Gelida compta amb una estació de tren de la línia de Barcelona-Vilafranca-Tarragona. La línia R4 del servei de Rodalies de Catalunya hi fa parada.
El tren va arribar a Gelida l'any 1865, amb l'expansió de la línia de Barcelona a Martorell fins a Tarragona. Situada al nord del municipi, disposa de dues vies generals que comuniquen Gelida amb Barcelona i Manresa per una banda, i amb Vilafranca del Penedès i Sant Vicenç de Calders per l'altra. Enllaça amb el funicular de Gelida i amb diverses línies d'autobús als municipis veïns i autobús llançadora al centre del poble.
La línia d'alta velocitat de Madrid a Barcelona travessa el terme municipal de Gelida pel nord-oest mitjançant una sèrie de túnels, viaductes i trams en trinxera. Tot i que no hi fa parada, al punt quilomètric 579,6 hi ha un punt de banalització que permet el canvi de via als trens de tots dos sentits.

#### Funicular
El funicular de Gelida, conegut popularment com el Funi, comunica l'estació de tren, situada a 86 msnm, amb el centre del nucli urbà, a 196 msnm. Es tracta d'una de les principals icones turístiques del poble.
Inaugurat el 1924, va ser dissenyat i planificat per l'enginyer menorquí Santiago Rubió i Tudurí. Es va construir per a unir el centre del poble, al capdamunt de la muntanya, amb l'estació de tren i les fàbriques de la zona propera al riu Anoia. Servia els passatgers del tren (majoritàriament estiuejants), els treballadors de les fàbriques i els veïns del barri de Sant Salvador. La durada del trajecte és entre 6 i 8 minuts, salva un desnivell de 110 metres i recorre una distància de 884 metres de longitud.
Actualment funciona només els caps de setmana i festius com a servei turístic operat per FGC. Els dies feiners és substituït per un autobús llançadora gestionat per l'empresa Hillsa.

### Carreteres
Pel municipi de Gelida transcorren diverses carreteres locals i comarcals i una autopista estatal.
La carretera comarcal C-243b de Martorell a Sant Sadurní d'Anoia travessa part del nucli urbà al seu pas pel municipi, mentre que les carreteres locals BV-2249 i BV-2425 neixen a Gelida i comuniquen amb Sant Llorenç d'Hortons i amb Corbera de Llobregat respectivament.
L'autopista AP-7 comunica les principals capitals i grans ciutats de la península Ibèrica situades al llarg de la costa mediterrània amb Europa. Al seu pas per Gelida, es troba la sortida 26, des de la qual s'hi pot accedir en tots dos sentits, hi enllaça amb la carretera local BV-2249 que va a Gelida i a Sant Llorenç d'Hortons.

## Cultura i societat

### Festes locals
- 25 de gener: diada de Sant Pau al castell de Gelida.
- Agost: festa major de Gelida. Se celebra el primer diumenge després de Sant Roc, copatró del poble.
- 13 de desembre: diada de Santa Llúcia, copatrona del poble. En honor seu, es fa el tradicional repartiment de l'escudella a la plaça de l'Església, elaborada prèviament al pati dels Lluïsos. També s'organitza la Fira d'artesans i mostra d'entitats. És una de les festes tradicionals més importants i conegudes de Gelida.[12]

### Fires
- Novembre: Funifira. Fira dedicada al funicular de Gelida, el maquetisme, l'oci ferroviari, la gastronomia i els vins i caves. Se celebra el segon cap de setmana del mes.[13]

### Entitats destacables
- Club Futbol Gelida
- Club Esportiu Gelida
- Vailets de Gelida
- Ràdio Gelida, l'emissora municipal de ràdio. La seva primera emissió va ser el 1981, durant la festa major.[14] Es pot sintonitzar al 107.6 FM i a través de la seva pàgina web.[15] El 2006 va celebrar el seu 25è aniversari amb diverses activitats.[14]
- Esbart Rocasagna
- Diables de Gelida
- Gelida Esquí
- Associació Cultural "Les Golfes de Gelida"

## Fills il·lustres
- Jaume Vila i Pascual (1890-1969) escriptor
- Joan Clanchet i Puig (1913-1996) malgrat haver nascut a Molins de Rei es considerava un gelidenc.
- Pere Pallarès i Guilera (1920-2001) músic-directors de cors.
- Biel Duran i Pascual (1984) actor
- Sergi Oliva i Valls (1984) entrenador a la NBA i G-League